# 虎纹捕鸟蛛
虎纹捕鸟蛛（学名：Cyriopagopus schmidti）为捕鸟蛛科Cyriopagopus属的动物。在中国大陆，分布于广西等地。该物种的模式产地在广西，已知雌性的虎紋捕鳥蛛是亞洲最大的蜘蛛之一，與海南捕鳥蛛類似。